# Осеникова поляна

## География
Осеникова поляна е местност в габровската част на Стара планина. Намира се под връх Осениковец (1044 м), близо до курортната местност „Люляците“.

## История
По време на партизанската съпротива 1941-1944 година Габровско-Севлиевският партизански отряд изгражда землянка – „партизанска болница“ в местността. На 1 април 1944 г. в скривалището загиват най-малкият партизанин Митко Палаузов, майка му Ганка Палаузова, Минчо Георгиев - Младен. По времето на социализма е построен паметник на загиналите партизани - мястото бе често посещавано от пионери и чавдарчета и бе поддържано. В днешно време са останали само бетонните руини на монумента. Посещава се само от минаващи туристи по пътеката „Люляците“ - Узана.